# Волков, Андрей Михайлович
Андрей Михайлович Волков (1922 — 1997) — советский деятель спецслужб,  генерал-лейтенант. Начальник Главного управления милиции МВД РСФСР (1963—1966), Главного управления вневедомственной охраны МВД СССР (1966—1979) и Главного управления уголовного розыска МВД СССР (1979—1983).

## Биография
В 1941 году после окончания Саратовского военного училища НКВД СССР служил в пограничных войсках НКВД СССР. В 1951 году после окончания Военного института МГБ СССР — старший оперуполномоченный, с 1952 года начальник отделения Управления уголовного розыска ГУМ МГБ СССР.
С 1954 года заместитель начальника Управления внутренних дел Челябинской области. С 1958 года начальник Паспортного отдела и Отдела транспортной милиции  ГУМ МВД РСФСР. С 1960 года заместитель начальника, а с 1963 года комиссар милиции 3-го ранга и начальник Главного управления милиции МООП РСФСР.
С 1966 года начальник Главного управления вневедомственной охраны МВД СССР. В 1973 году произведён в генерал-лейтенанты милиции. С 1979 года начальник Главного управления уголовного розыска МВД СССР.
С 1983 года в отставке.